# فينلي بورنس
فينلي بورنس (مواليد 17 يونيو 2003) هو لاعب كرة قدم إنجليزي يلعب في مركز المدافع في نادي مانشستر سيتي.

## روابط خارجية
- فينلي بورنس على موقع قاعدة بيانات كرة القدم.إي يو (الإنجليزية)
- فينلي بورنس على موقع Soccerway.com (الإنجليزية)